# Barométer

Függőleges, felső végén zárt csőben lévő higany nem folyik ki az alsó tálba, mert a légnyomás visszatartja.

A barométer vagy magyar szóval légnyomásmérő a légnyomás mérésére szolgáló meteorológiai műszer. 
Evangelista Torricelli találta fel 1643-ban.

## Működése
Működése azon az elven alapul, hogy ha egy egyik végén lezárt higannyal telt csövet nyitott végével egy higannyal töltött edénybe állítunk (lásd a képen), akkor a higanyoszlop magassága a higannyal teli edényre nehezedő légnyomásnak megfelelően változik.
A modern barométereken egy számlap előtti mutató segít a pontos értéket leolvasni. A légnyomásváltozás úgy olvasható le, hogy az ún. után-állító mutatót az üveglapon lévő gombbal arra az osztóvonalra állítjuk, amelyen a másik (a légnyomás-) mutató áll. A következő leolvasáskor a változás így már könnyen megállapítható.
A légnyomás mértékegysége a Pa százszorosa, a hPa (hektopascal).
1 atm = 101325 Pa = 1013,25 hPa = 1013,25 mbar = 760 Hgmm = 760 Torr

## Barométer kalibrálás
Rendkívül fontos légnyomásmérőnket használat előtt bekalibrálni, a térképeken szereplő értékek a relatív, tengerszintre átszámított légnyomást ábrázolják. A tengerszinthez képest a légnyomás hozzávetőlegesen 1 hPa (1 mbar) mértékben csökken 10 méterenként.

## Típusai

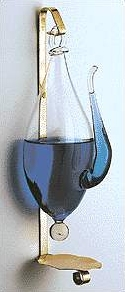
Goethe féle barométer

### Higanyos barométer
Meteorológiai állomásokon használják, pontosabb, mint az aneroid típus.

### Vizes barométer
A Goethe féle barométer a legegyszerűbb légnyomásmérő, mely egyik végén nyitott U alakú cső színes vízzel félig töltve. Mivel a lezárt rész levegőmennyisége állandó, a csőszakaszok vízszintjét a külső légnyomás mozgatja.
FitzRoy féle viharbarométer (vagy viharüveg) könnyen kristályosodó folyadékkeveréket tartalmazó üveg, amely a légnyomás és hőmérséklet hatására változtatja állagát.

### Aneroid barométer
A légnyomás mérésének elterjedt eszköze a fémbarométer (aneroid barométer), ez egy fémdoboz, amelyben vákuum van, a doboz hajlékony oldalai a változó légnyomás szerint tágulnak, illetve húzódnak össze.

### Barográf

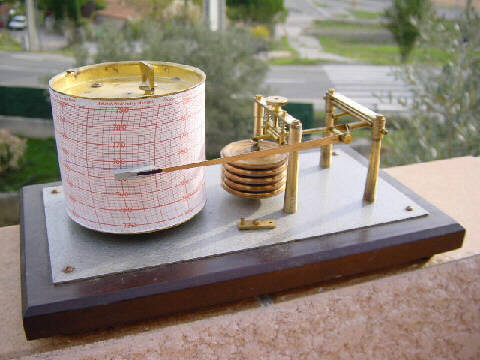
Barográf védőburkolata nélkül

A barográf az idő függvényében a légnyomás változásait kirajzolja. A légnyomás, valamint ennek magassággal való összefüggése alapján a magasság regisztrálására való műszer.